# Astaillac
Astaillac este o comună în departamentul Corrèze din centrul Franței. În 2009 avea o populație de 220 de locuitori.

## Geografie
Astaillac este situat la aproximativ 45 km sud-est de Brive-la-Gaillarde și la 15 km nord la nord-vest de Saint-Céré. Granița de est a comunei este, de asemenea, granița dintre departamentele Corrèze și Lot. Accesul în comună se face pe drumul D41 de la Beaulieu-sur-Dordogne, în nord, care trece prin estul comunei și continuă spre sud-vest spre Liourdres. D41E1 vine de la D153E la sud-vest de Sioniac prin comuna pana la sat si continua pana la castelul La Plaine. În afară de sat există cătunele de la Conques, Le Soulie, La Plaine și Cassagne. Comuna este pădure și terenuri agricole mixte.
Râul Dordogne formează granița de est a comunei, cu excepția unei mici zone pe malul stâng, care face parte din comună. Dordogne curge spre sud și în cele din urmă se alătură Garonne la Saint-Seurin-de-Bourg. Mai multe curente se ridică în comună și curg spre sud-est pentru a se alătura Dordogne: Ruisseau de Ganissal, Ruisseau de Fontanille, Ruisseau de Laborie și Ruisseau de Coucoulogne care formează granița de vest a comunei.

## Evoluția populației
| An        | 1975 | 1982 | 1990 | 1999 | 2006 | 2009 |
| --------- | ---- | ---- | ---- | ---- | ---- | ---- |
| Populație | 250  | 258  | 225  | 220  | 221  | 220  |